# Bracia franciszkanie od Świętego Krzyża
Zgromadzenie Braci Franciszkanów od Świętego Krzyża (FFSC) - brackie zgromadzenie zakonne założone przez brata Jakuba Wirtha w 1862 roku, w kaplicy Świętego Krzyża nad rzeką Wied/Niemcy.
Zgromadzenie należy do Rodziny Franciszkańskiej. Duchowość oparta jest na regule III Zakonu regularnego Franciszka z Asyżu. Działalność zgromadzenia koncentruje się wokół osób starszych, chorych, niepełnosprawnych umysłowo i fizycznie oraz ubogich i samotnych. Bracia prowadzą szpital, domy opieki i ośrodek pomocy społecznej. Angażują się również w duszpasterstwo chorych.
Zgromadzenie jest otwarte na wszystkich odczuwających powołanie do franciszkańskiej wspólnoty braci. Formacja w zgromadzeniu przygotowuje do złożenia ślubów wieczystych oraz dalszego życia i pracy w zgromadzeniu i jego dziełach. Bracia modlą się również w intencjach osób, które proszą o modlitwę.